# Euroscaptor subanura
Euroscaptor subanura — вид з триби кротів, поширеного у В'єтнамі.
Вид був вперше ідентифікований у грудні 2008 року в передгір'ях Там Дао на півночі В'єтнаму. На момент офіційного опису виду в 2012 році було зібрано лише дев'ять екземплярів, у тому числі три, які зберігалися у В'єтнамській академії науки і технологій, але які раніше не були ідентифіковані як належні до нового виду. Останні були підтверджені як приналежність до нового виду через їх унікальний зовнішній вигляд і аналіз каріотипу.
Кроти живуть у листяному лісі серед вапнякових пагорбів на висоті приблизно від 200 до 300 метрів. Вони будують великі кротові пагорби, і вважається, що вони схожі на інших кротів з триби Talpini за своїми звичками. Це малі й стрункі кроти з довжиною голови та тіла від 11 до 12 сантиметрів і вагою від 34 до 43 грамів. Вони мають тонку, безволосу морду з багатьма вусатими виступами навколо ніздрів. Хвіст надзвичайно короткий, лише 4-5 міліметрів у довжину, і його ледве видно за шерстю тварини. Цей надзвичайно короткий хвіст, який в оригінальній статті «нагадує бородавку», вважається діагностичним для виду, і є джерелом його наукової назви, subanura, що означає «майже без хвоста».
Найближчим живим родичем Euroscaptor subanura вважається Euroscaptor parvidens південного В’єтнаму.